# Thelairosoma obversum
Thelairosoma obversum är en tvåvingeart som beskrevs av Villeneuve 1943. Thelairosoma obversum ingår i släktet Thelairosoma och familjen parasitflugor.
Artens utbredningsområde är Zimbabwe. Inga underarter finns listade i Catalogue of Life.